# Letteratura greca

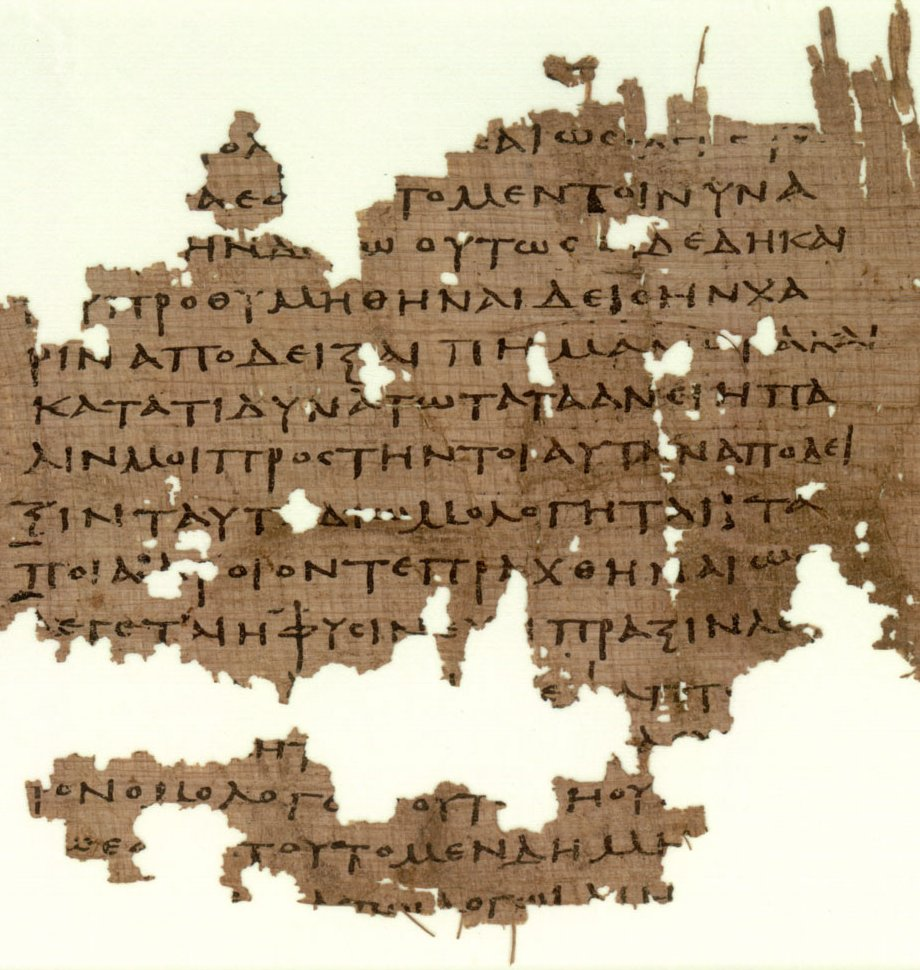
Frammento della Repubblica di Platone ritrovato a Ossirinco. La nostra conoscenza della letteratura greca è in progresso, proprio grazie alle scoperte papiracee.

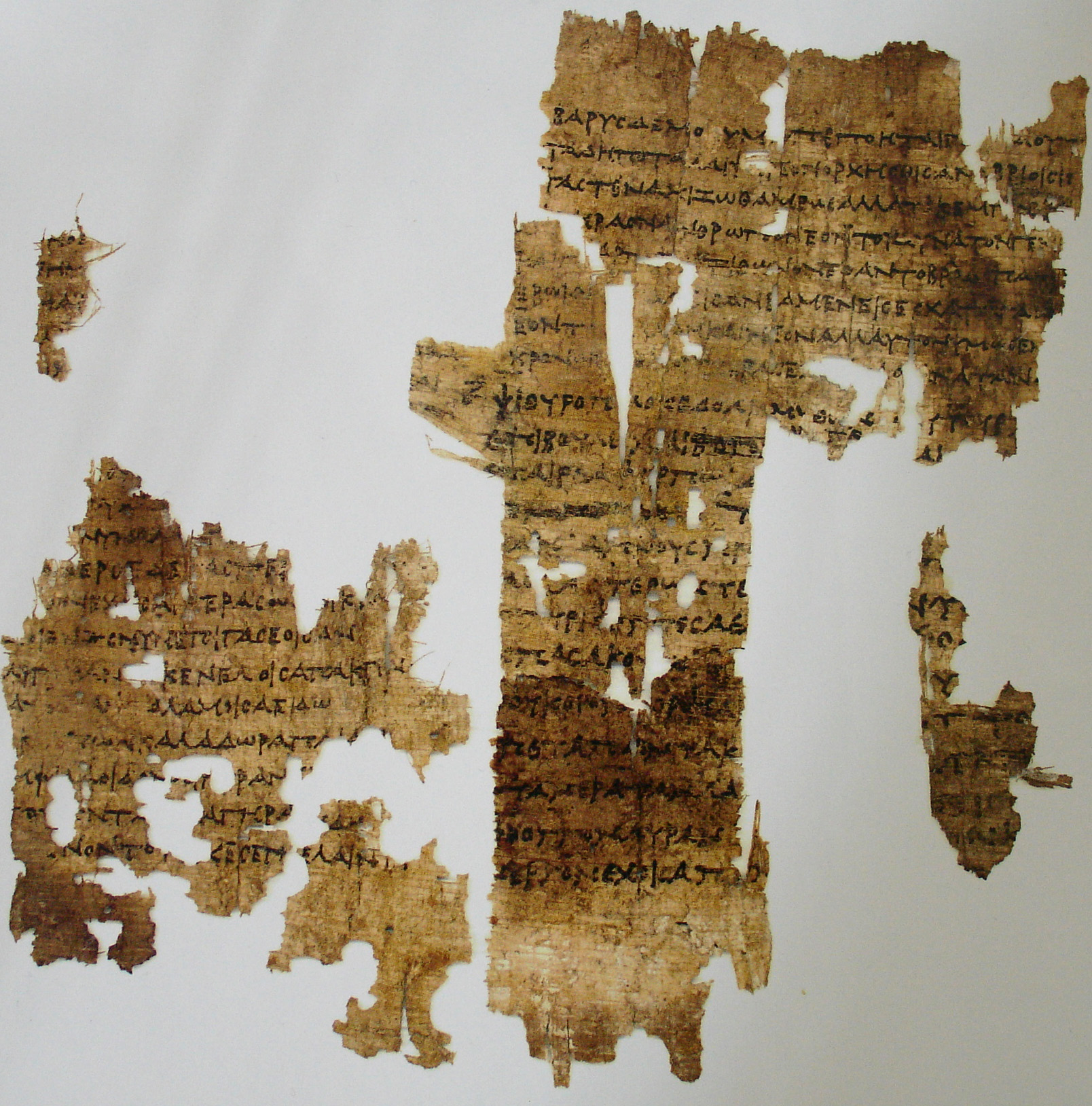
Frammento su papiro di una lirica di Saffo non precedentemente nota.

La letteratura greca, espressione dell'antica Grecia e della sua lingua e cultura, è tra gli elementi fondanti dell'idea moderna di Occidente e di gran parte della cultura occidentale.
Essa è usualmente datata dalle prime forme letterarie, dell'VIII secolo a.C., al 529 d.C., anno in cui l'imperatore Giustiniano ordinò la chiusura della scuola neoplatonica di Atene.
La successiva letteratura in greco medievale è detta letteratura bizantina, mentre quella in greco moderno e contemporaneo letteratura greca moderna.

## Età arcaica

### Poesia

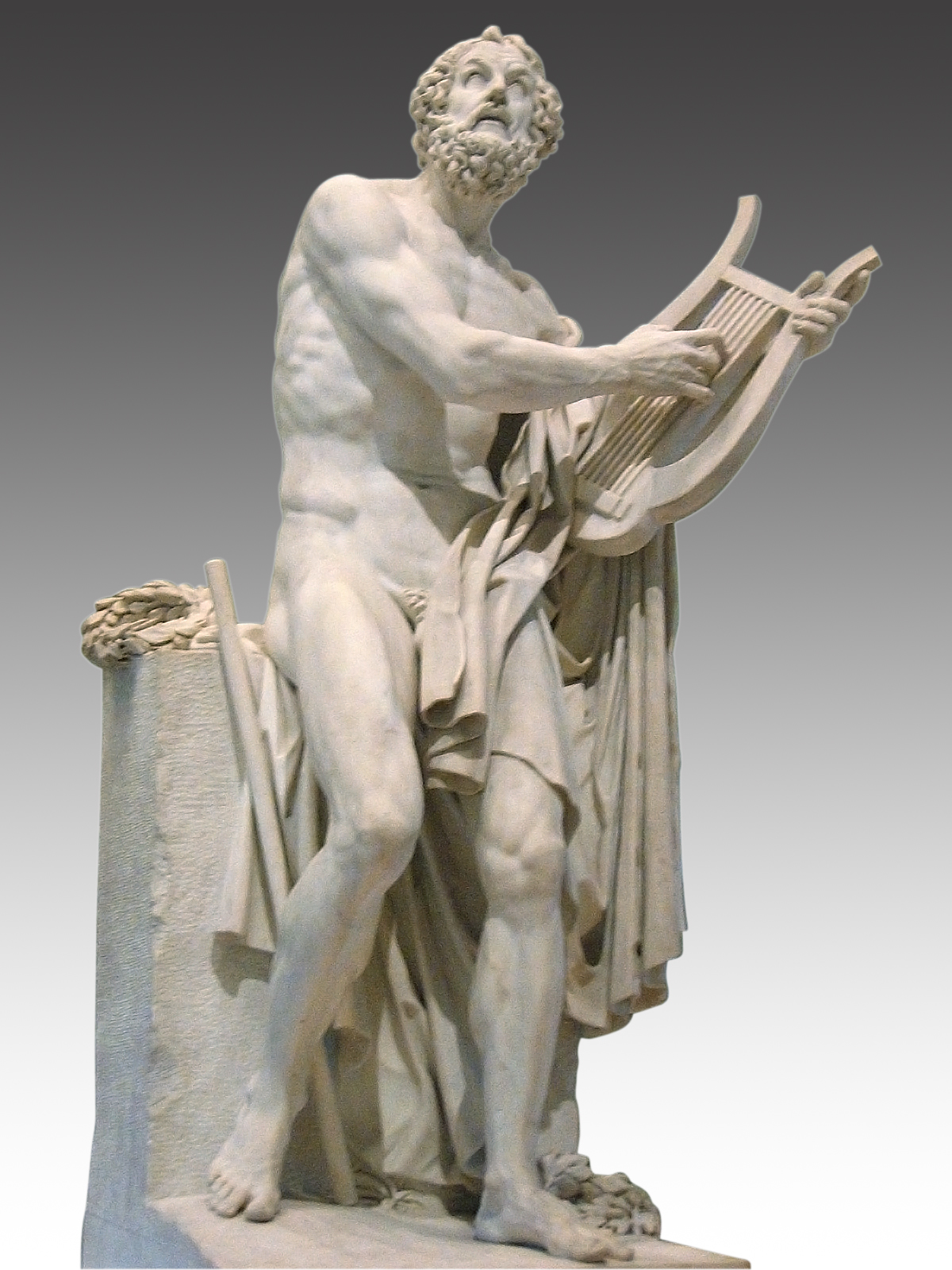
Scultura romantica raffigurante Omero che canta le sue rapsodie (1812); Louvre, Parigi.

La letteratura greca - e, si può concordemente dire, quella occidentale - inizia con l'epica, fondata sull'oralità e sulle leggende tradizionali legate al primo grande evento che gli Elleni sentivano propriamente storico: la guerra di Troia. Omero e i poemi a lui attribuiti, Iliade e Odissea, sono il culmine di un processo religioso e artistico sicuramente precedente, di non breve durata, intorno al quale, nei due secoli seguenti, si sarebbe sviluppato un complesso di poemi detti "ciclici":
(Geoffrey Kirk, Omero, in Letteratura Greca della Cambridge University, 1. Da Omero alla commedia, Milano, Mondadori, 1987, p. 94)
Esiodo, di poco successivo, costituisce una sorta di complemento all'epica omerica fondando una tradizione di sistemazione e, per così dire, "teologizzazione" del patrimonio mitologico relativo alle divinità del pantheon olimpico (nella Teogonia), alle stirpi elleniche (nel Catalogo delle donne), alla cultura contadina (ne Le opere e i giorni).
Del resto, la performatività, la pubblicità e la condivisione di valori nelle cerchie aristocratiche sono, si può affermare, il nucleo della lirica a partire dai poeti giambici (VII-VI secolo a.C.), ossia Archiloco, Semonide di Amorgo e Ipponatte, con la loro vena violentemente individualista e misogina. L'elegia arcaica, parallela e contemporanea al giambo, si esprime nei modi della parenesi guerresca, con Callino di Efeso e lo spartano Tirteo, o nella pensosa, a volte aspra, gnome di Solone, Mimnermo, Teognide, Focilide e Senofane.
Diverso, in una certa misura più ampio, il percorso della lirica monodica (VII-VI secolo a.C.), che si esprime nella vitale area nell'Egeo, intorno alle isole come Lesbo, con poeti politici e simposiali come Alceo o Anacreonte di Teo, e nel tiaso femminile, con Saffo; il carattere privato, legato alle eterìe, dei tre monodici nell'area occidentale del mondo ellenico si traduce nella lirica corale (VII-VI secolo a.C.), distinguibile in un primo periodo di sperimentazione e fluidità del genere, con Alcmane di Sardi, Stesicoro di Imera ed Ibico di Reggio, seguito dalla melica tardo-arcaica (VI-V secolo a.C.) di Simonide, Pindaro e Bacchilide.
(C. Segal, La lirica corale nel quinto secolo, in Letteratura Greca della Cambridge University, 1. Da Omero alla commedia, Milano, Mondadori, 1987, p. 433)

### Filosofia

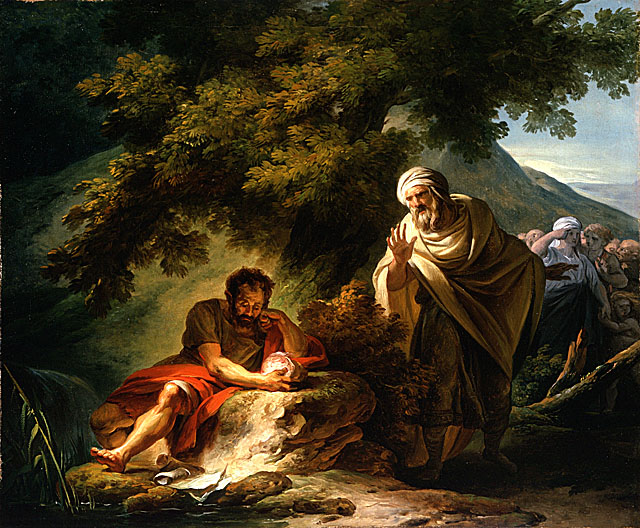
La scuola di Democrito in un dipinto di François-André Vincent (1790 ca., LACMA, Los Angeles).

Tradizionalmente, gli studiosi riconducono l'origine della filosofia in occidente al pensiero greco arcaico, in particolare a una serie di influssi di tipo storico, economico, politico e sociale, che portano, verso il VII secolo, ad una vera e propria desacralizzazione dell'antica cosmogonia e teogonia di Omero ed Esiodo. Nel contempo, tuttavia, agisce fortemente la religiosità sotterranea dei misteri orfici ed eleusini.
A quanto è dato ricostruire dai pochi frammenti pervenuti, i primi pensatori, come Anassimandro, si espressero in prosa, definendo il principio come un elemento non limitato e definito, a differenza degli altri quattro (fuoco, terra, aria, acqua). Tuttavia, la forma dominante di questi primi pensatori è quella in versi esametri, come in Parmenide, di cui restano ampi frammenti (circa la metà, secondo le stime, del poema) e in Empedocle, in due poemi distinti, Sulla natura e Purificazioni, di cui restano circa 500 versi (un decimo del totale), sufficienti, però, a darci l'immagine, specie nel secondo, di filosofi capaci di esprimere le asperità del pensiero in versi di ottima fattura stilistica e poetica.
In altri autori contemporanei o di poco posteriori, come Eraclito e, soprattutto, Anassagora e Democrito, la forma letteraria più consona risulta nuovamente la prosa, la quale in Eraclito si ispira allo stile sentenzioso ed oracolare, concretizzandosi in lampi gnomici e immagini fortemente contrastive secondo la tendenza elitaria del filosofo, mentre in Anassagora e Democrito assume la forma del trattato semi-scientifico, almeno a giudicare dai pochi frammenti testuali. Si tratta di una rivoluzione letteraria che avrà forma compiuta nella retorica filosofica di autori come Protagora e Gorgia.

## Età classica

### Poesia

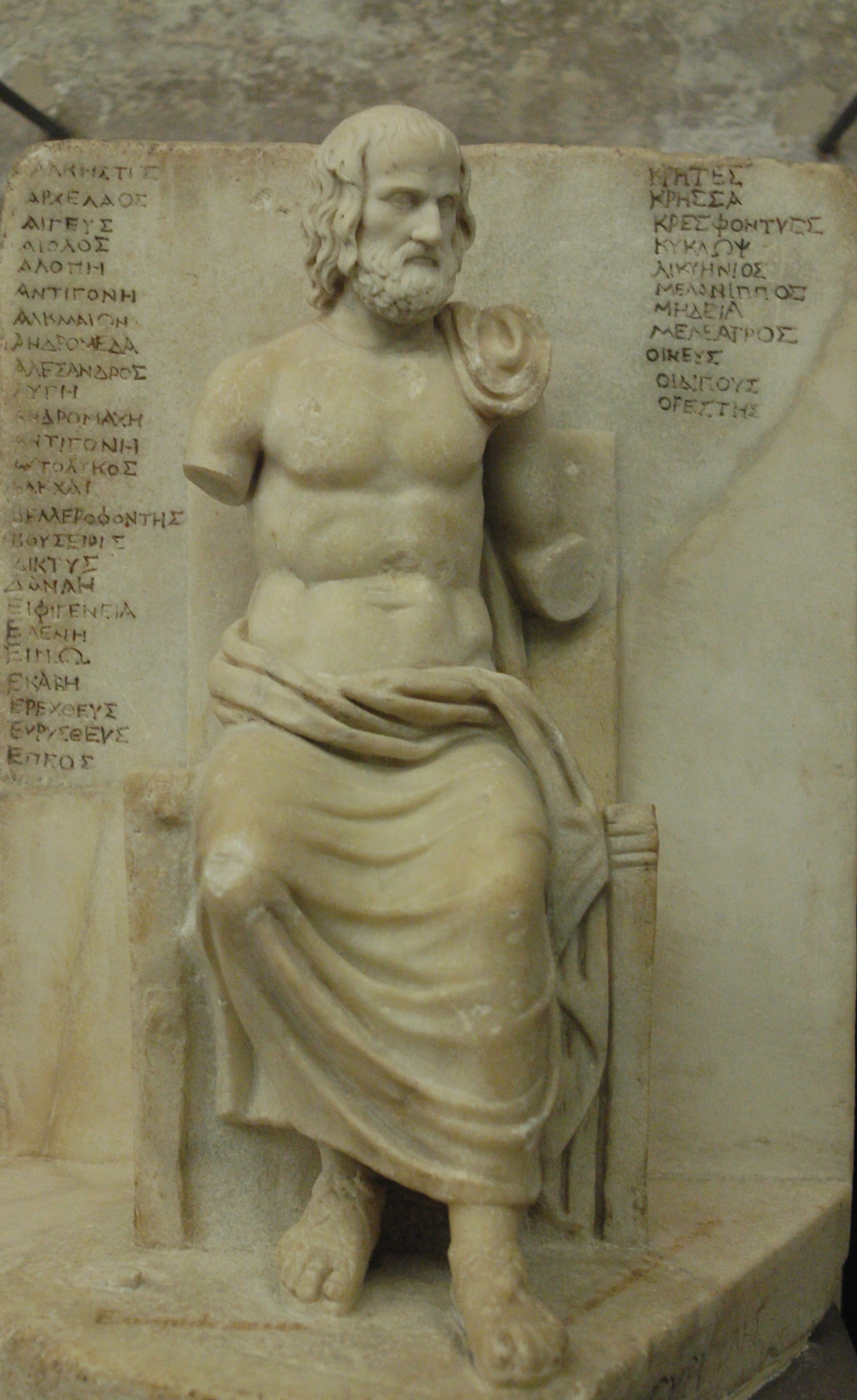
Statua raffigurante Euripide con i titoli delle sue tragedie (Museo del Louvre).

In età classica, il fenomeno poetico più importante è rappresentato dal teatro, tipicamente ateniese, legato alle locali feste dionisiache.
Sulle origini della tragedia greca, che hanno costituito sin dall'antichità un tema di ricerca e di dibattito, le informazioni sono lacunose. I primi nomi di autori tragici conosciuti sono il semileggendario Tespi, poi Cherilo e Frinico. A Tespi si deve l'introduzione di due parti poetiche a solo, rimaste invariate per molto tempo: il prologo, sezione introduttiva che contestualizza l'azione presentando eventuali antefatti e la rhesis, discorso informativo che presenta fatti extrascenici. Abbiamo notizie indirette su una cospicua produzione tragica dell'età classica, anche se la tradizione manoscritta ha conservato opere di soli tre autori: Eschilo, Sofocle ed Euripide.
La commedia greca antica fiorì, poi, parallelamente alla tragedia, durante il V secolo a.C. e nei primi decenni del secolo successivo.
Antenati, per così dire, della commedia vengono considerati i canti fallici e le loro improvvisazioni: secondo le ipotesi aristoteliche, κωμωδία deriverebbe da κῶμoς, il festoso corteo dei seguaci di Dioniso. Se, dopo la morte di Sofocle ed Euripide, la tragedia sopravvive a stento con risultati discutibili, la commedia, invece, durerà per oltre un secolo, visto che le fonti antiche datano l'ingresso della commedia nei concorsi comici delle feste dionisiache dal 486 a.C. (il primo vincitore sarebbe stato Chionide), tanto da esser stata periodizzata, fin dall'antichità, in tre periodi: "antica", "di mezzo", "nuova".
Nella prima fra queste la vitalità fu data dall'aderenza alla vita del tempo, con parodie e riferimenti nominali ai politici ateniesi che dominavano la scena, come visibile dal suo principale esponente, nonché l'unico autore sopravvissuto, Aristofane, mentre altri autori di rilievo, pervenuti in frammenti, furono Cratino ed Eupoli. Ciò risulta più evidente nel periodo compreso tra l'ultima commedia di Aristofane (388 a.C.) e la fine dell'età classica, con la "commedia di mezzo" e quella "nuova": esse, aderendo alla progressiva marginalizzazione di Atene nella scena politica ellenica. proposero modelli di vicende avventurose o di evasione, spesso con parodie mitologiche della grande tragedia del secolo precedente e, infine, offrendo vicende quotidiane, legate alla sfera personale ed ai piccoli drammi privati di una città divenuta, lungo il IV secolo, una "cittadina di provincia". Di questo tipo di commedia restano vari frammenti, in gran parte trasmessi da Ateneo di Naucrati, nonché parti rilevanti, nei papiri, di Menandro.

### Filosofia
Dopo l'avvio della filosofia arcaica, la svolta del V secolo a.C. è data dalla riflessione etica di Socrate, del quale, tuttavia, sappiamo che non scrisse nulla: egli, tuttavia, diede l'impulso ad un ampio ventaglio di scuole - i cosiddetti "socratici minori" - e, soprattutto, alla riflessione di Platone, del quale restano tutte le opere.

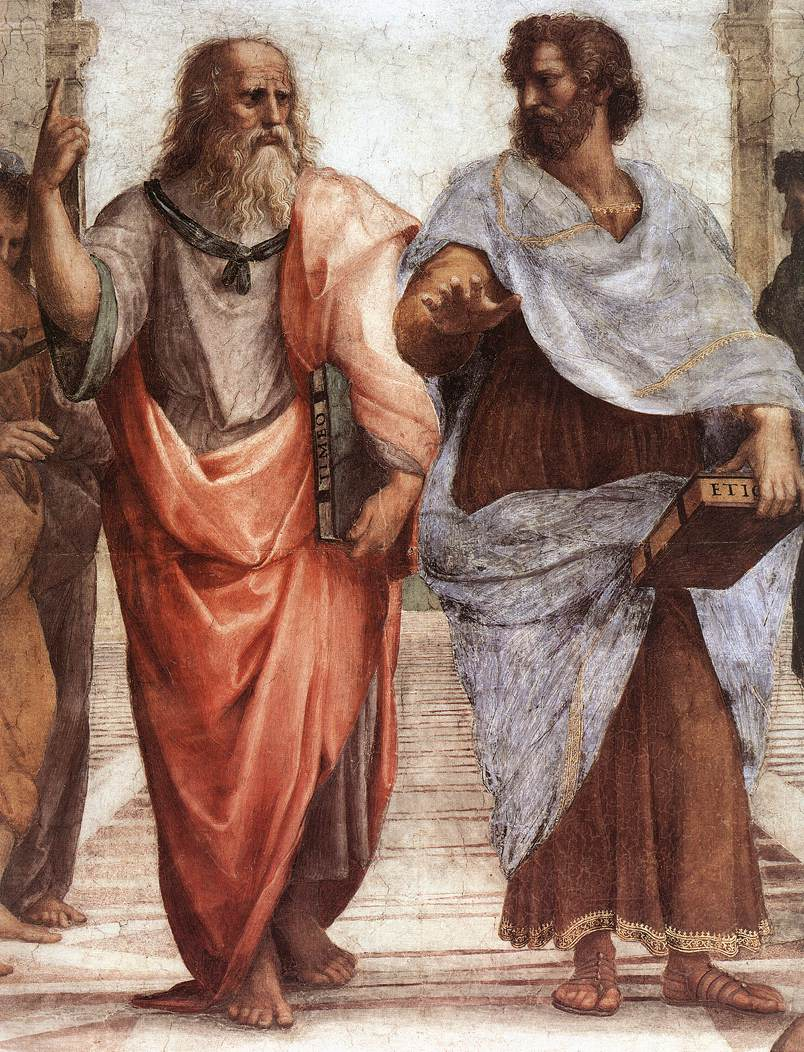
Platone e Aristotele nella Scuola di Atene di Raffaello.

L'opera platonica, infatti, consta di 34 dialoghi, 13 lettere (la VII è concordemente ritenuta genuina) e la celebre Apologia di Socrate: si tratta di un corpus eccellente, anche dal punto di vista letterario, grazie alla capacità di Platone nel riprodurre, attraverso il dialogo, l'ambientazione e la psicologia dei personaggi che interagiscono con la persona loquens del filosofo (ossia Socrate) oltre che grazie ai celebri "miti", tramite i quali Platone dà vita ed immaginazione poetica a concetti altrimenti ardui, come la natura dell'eros nel Simposio, la natura dell'anima nel Fedro e il suo fato nella Repubblica.
Il suo maggiore allievo, Aristotele, nonostante l'influenza fondamentale sulla cultura occidentale, è difficilmente giudicabile sotto il punto di vista letterario, in quanto di lui non ci sono giunte le opere (cosiddette "essoteriche") rivolte al lettore di cultura generale più solida ed esemplificate, con variazioni che saranno recepite soprattutto in Cicerone, sul dialogo platonico. Infatti il corpus aristotelico pervenuto è costituito da testi tecnici, redatti come lezioni o manuali all'interno del suo Liceo. Tuttavia, anche in queste opere emerge, a tratti, il periodare elegante per cui era celebre nell'antichità, specie nelle premesse ai trattati e in certe vivide descrizioni, soprattutto nelle opere etiche, che ispireranno il suo allievo Teofrasto nella sapida descrizione di comportamenti morali dei Caratteri.

### Storiografia
Il termine historìai veniva usato per indicare degli eventi accaduti nel passato; la sua radice era la medesima del verbo "idein", ossia 'vedere', e dunque si riferiva primariamente all'esperienza del testimone oculare. Obiettivo originario delle historìai era, dunque, il rilevamento dei dati veritieri che attengono alla realtà, come risulta da quello che è considerato il primo passo verso la storiografia, la logografia, un genere in prosa che mira a raccogliere e ordinare tutto il patrimonio mitico e leggendario del passato, creando una prima, embrionale, concezione di storia, con autori quali Ecateo di Mileto ed Ellanico di Lesbo.
Gli storiografi principali (propriamente detti) dell'età classica sono, comunque, Erodoto, Tucidide e Senofonte.
Erodoto introduce il concetto della storia come insieme di tutti gli eventi prodotti dall'agire umano che hanno una ripercussione nel presente; i filologi alessandrini hanno diviso la sua opera in nove libri intitolandola Storie, i cui primi cinque libri trattano di diverse civiltà, mentre negli altri quattro c'è la parte propriamente storica, dove viene affrontata la guerra degli Elleni contro la Persia. Non essendoci modelli storiografici prima di Erodoto, egli si sente legittimato ad attenersi ad un rigore, per così dire, "parziale": suo obiettivo era la verità dei fatti, ma non sempre verificava le sue fonti; ad ogni modo, accantona le leggende e cerca di fare delle ricerche personalmente. Nella sua storiografia è sempre presente la divinità come causa dell'agire umano.
Tucidide, diversamente da Erodoto, non vuole comporre un'opera per la recitazione, bensì vuole lasciare un "possesso eterno" per l'umanità. Il suo metodo di lavoro è più curato, la sua obiettività integerrima e nelle sue Storie (divise dai filologi alessandrini in otto libri) l'uomo è padrone del proprio destino e delle proprie azioni, senza menzionare la dimensione divina. Il suo progetto di precisione documentaria era rigidamente diviso cronologicamente, iniziando dagli antefatti della guerra del Peloponneso fino ad arrivare alla spedizione ateniese in Sicilia, per poi interrompersi bruscamente. Nelle Storie tucididee c'è sempre un retrogusto tragico: Tucidide non dà la certezza del successo all'uomo, alla natura umana è drammaticamente intrinseco il dramma dell'errore.
Senofonte anticipa, invece, attraverso le forme nuove dei suoi testi, biografie e romanzi storici e pedagogici: avendo partecipato come comandante mercenario alla spedizione di Ciro il Giovane, scrisse l'Anabasi (memoriale in sette libri, dove parla di sé in terza persona ponendosi al centro della narrazione), mentre le Elleniche sono un testo propriamente storiografico che narra cinquant'anni di storia greca, iniziando dalla guerra del Peloponneso, con avvenimenti narrati di anno in anno, proseguendo da dove Tucidide aveva interrotto la sua opera. Nella Ciropedia, Senofonte affronta il problema dell'educazione e della degenerazione dei costumi sulla base della biografia di Ciro il Grande; la dimensione della gestione statale è, invece, affrontata nei Poroi, mentre quella etico-pedagogica è vista alla luce dell'apprendistato presso Socrate, posto al centro di alcuni scritti come Simposio, Memorabili e Apologia, senza, però, dargli quello spessore filosofico che avrà nei testi di Platone.

### Oratoria

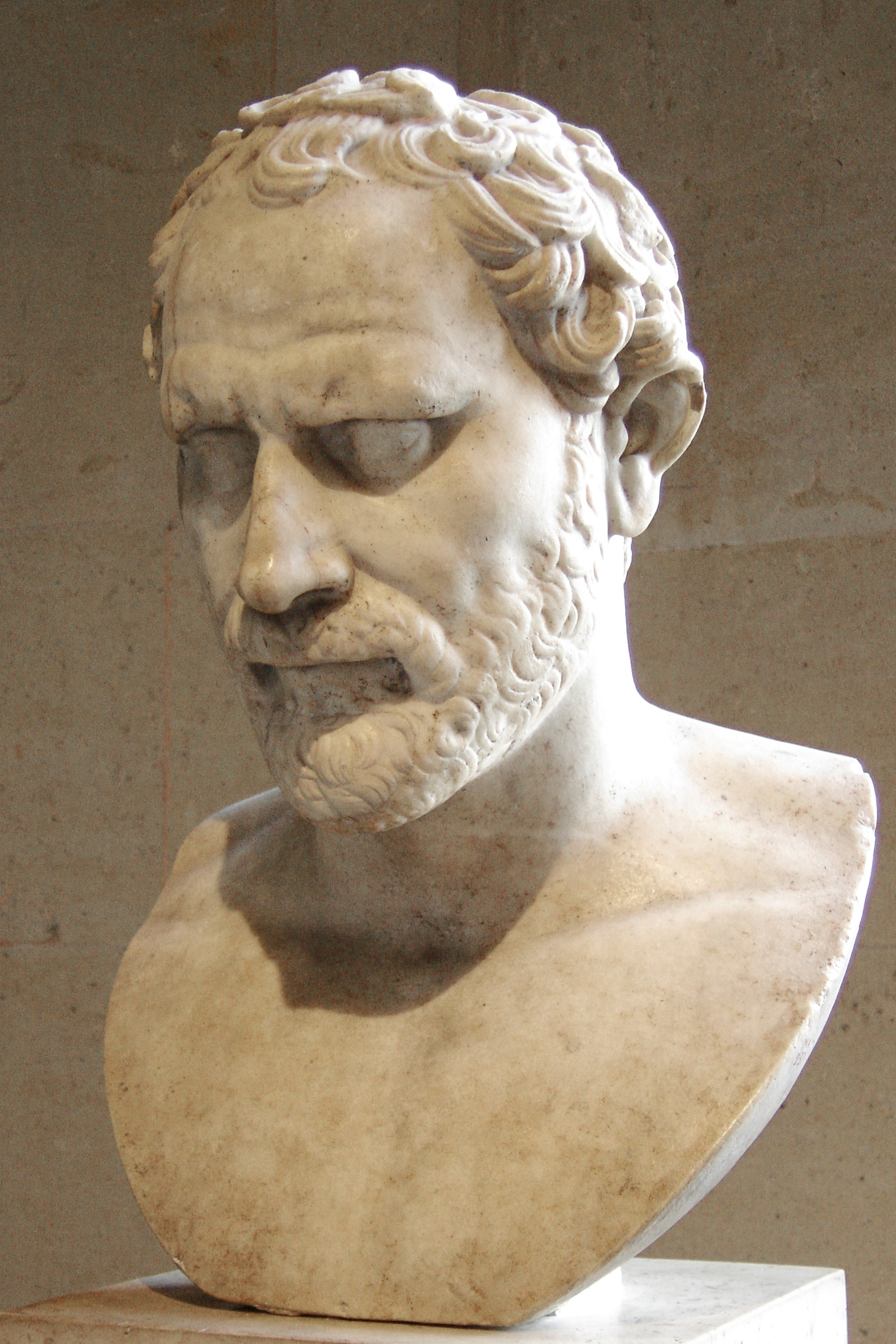
Busto di Demostene (Louvre, Parigi).

L'oratoria è, altresì, prodotto della grande stagione politica ateniese, un mezzo per la trasmissione del pensiero politico di chi recita, oltre ad essere un potente strumento di persuasione. La fioritura oratoria ateniese portò, in età successive, gli alessandrini a classificare i prodotti pervenuti e stilare un canone di dieci oratori attici: Antifonte, Andocide, Lisia, Iseo, Isocrate, Iperide, Eschine, Demostene, Demade, Licurgo.
Tali autori, conservatisi come modelli di stile (ad eccezione di Iperide, riemerso in parte nei papiri nell'ultimo secolo e mezzo), coprono il periodo d'oro di Atene e la successiva età in cui la città si pose alla testa del movimento antimacedone. Inoltre, essi offrono il mezzo con cui ricostruire la tradizione antica retorica, che suddivideva con rigore i prodotti dell'oratoria secondo i temi e le occasioni dei singoli discorsi: deliberativa/politica, giudiziaria e epidittica/dimostrativa.
Nel tipo deliberativo rientrano le orazioni tenute in una sede e con una finalità specificatamente politica, con Demostene come maggiore oratore, caratterizzato da veemenza e passione nel discorso, contrapposta alla sobria e "minimalista" oratoria di Eschine e all'eleganza narrativo-patetica di Iperide.
Al genere giudiziario, invece, appartengono discorsi di accusa e di difesa nei processi relativi a cause pubbliche e private, con uno schema rigido e che si sviluppava in introduzione - narrazione - discussione e perorazione (fase che doveva ottenere il voto dei giurati), ricorrendo ad argomenti di carattere generale e cercando di suscitare emozioni al fine di sortire un esito favorevole: il maggiore oratore giudiziario dell'epoca è Lisia.
L'oratoria epidittica, invece, includeva discorsi pubblici in occasione di feste e cerimonie, sia per defunti e sia encomi alla città: il maggiore oratore di questo genere è Isocrate, vero creatore di un'espressione elegante e musicale, in cui la forma predomina sul contenuto e mira a trascinare l'uditorio, come egli stesso avrebbe insegnato nella propria scuola, feconda di influssi anche sulla filosofia e sulla storiografia successive.

## Età ellenistica

### Poesia

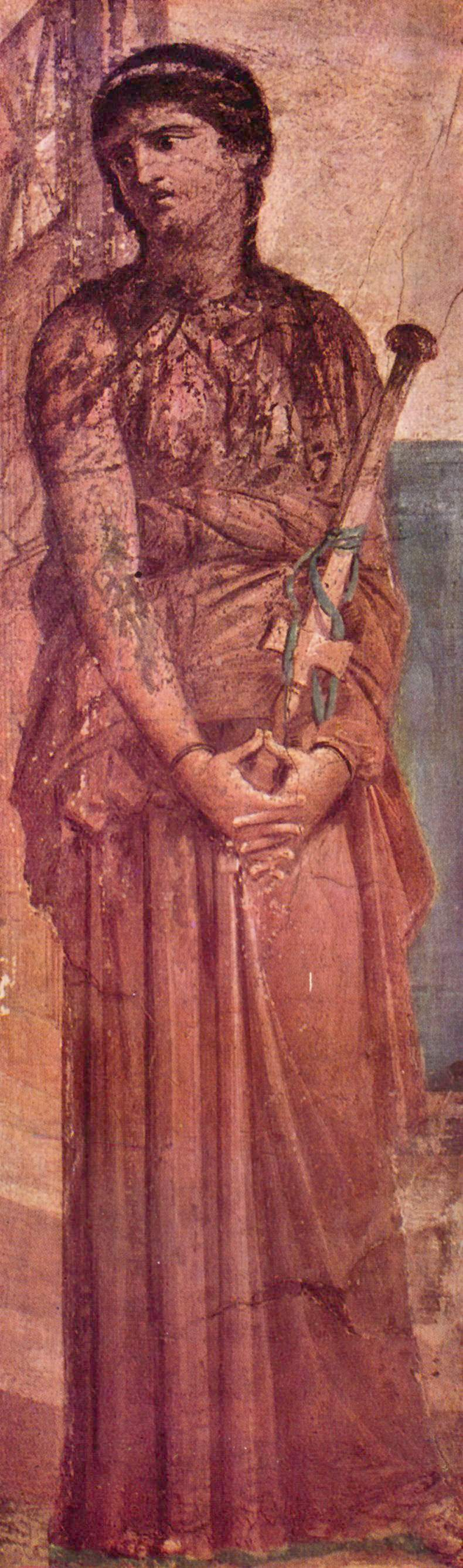
Affresco raffigurante Medea

La poesia ellenistica si allontana dagli spazi pubblici e le esigenze di spettacolarità si azzerano, sicché la musica e la poesia si distaccano e la dimensione pubblica e didattica sparisce quasi completamente, come fanno prova le esperienze, esclusivamente scritte, di drammaturghi come Licofrone o Ezechiele tragico.
Di queste tendenze, rappresentate a vario titolo già nella prima età ellenistica (con autori quasi totalmente perduti come Antimaco di Colofone - peraltro più a cavallo tra età classica ed ellenistica -, Fileta di Coo ed Ermesianatte), è Callimaco ad essere il vero caposcuola, oltre che primo poeta editore della propria opera. La nuova figura dell'intellettuale ed il nuovo canale di cultura (il libro), la mancanza dell'occasione, portano il poeta ad una maggiore libertà, quasi arbitraria: nella sua poesia, infatti, non è più al centro della discussione la bravura, ma la varietà della poetica. Ad esempio, nei Giambi, diciassette carmi in differenti generi e metri, si evidenzia la sua volontà compositiva, con veri e propri manifesti di poetica, che ne fanno un esperimento letterario con nuove e audaci combinazioni di forme, seguito soprattutto da poeti di stampo cinico come Cercida e Fenice di Colofone. L'Ecale è un epillio, che inaugura, di fatto, una nuova stagione poetica per la sua novità sperimentale in campo poetico e strutturale: è, infatti, un episodio marginale delle gesta di Teseo, che, di ritorno da Maratona, ritrova morta la vecchia Ecale, che poco tempo prima l'aveva ospitato. Quella di Callimaco è una lingua omerica aggiornata alle forme e alla produttività della lingua ellenistica; ebbe fortuna prima negli ambienti dotti, e poi grande successo a Roma.
La poetica callimachea e le sue soluzioni formali furono di impatto notevolissimo: Apollonio Rodio vi si allineò, in modo originale, riscrivendo l'epos antico, con attenzione alla psicologia dell'eros ed alla demitizzazione dell'eroe classico, nelle Argonautiche in 4 libri (il cui III libro è, di fatto, il "libro di Medea"), mentre Euforione di Calcide fu un notevole seguace di Callimaco, tuttavia esasperando i tratti del maestro, come anche Licofrone di Calcide. Il calcidese, indicato dalle fonti come componente dei poeti della Pleiade, è il presunto autore dell'Alessandra, un monologo eziologico-drammatico che esaspera soluzioni formali e contenutistiche del callimachismo.
Ancora, notevole è il sorgere, sulla scorta della tradizione esiodea, della poesia didascalica, con autori che si occuparono di dare sfoggio di capacità tecnico-stilistica mettendo in versi contenuti scientifici, come Arato, che nei suoi Fenomeni offrì un modello assai apprezzato di poesia astronomica e Nicandro, che nei Theriakà e negli Alexipharmakà si occupò di argomenti peregrini come quelli della medicina naturale.
Altro genere "inventato" in età ellenistica è la poesia bucolica, con Teocrito. È considerato l'inventore degli idilli, con forti colloquialismi e modi di parlare popolari. Tuttavia, la poikilìa alessandrina in Teocrito comprende anche diversi epilli, carmi ispirati ai poeti eolici e diversi epigrammi. La sua poetica è marcata dal realismo campestre, con la tematica pastorale come elemento fondamentale: non si tratta di vero realismo, comunque, ma di ironica aderenza alla realtà quotidiana. Inoltre, come detto, particolarità della sua produzione è la mescolanza dei generi letterari. Altri poeti bucolici sono Mosco di Siracusa, del II secolo a.C., con il suo epillio Europa, in lingua omerica ma con grazia rococò; Bione di Smirne mostra, invece, una particolare attenzione al pathos violento ed esuberante nel suo Epitafio di Adone. L'altro filone teocriteo, quello del mimo, si espresse in forme più o meno poetiche, di cui restano varie tracce, la più ampia delle quali è quella costituita dagli otto Mimiambi di Eroda, che di Teocrito riprende le ambientazioni urbane e quotidiane, con attenzione alla descrizione e all'etopea mediante il discorso, non senza influssi di Ipponatte.
L'epigramma è, comunque, l'unica forma di poesia che resta produttiva nell'epoca ellenistica. Se in età arcaica si trattava di una semplice iscrizione, quasi sempre anonima, la cultura del libro permette una crescita delle dimensioni ed un ampliamento dello spettro tematico, dovuto anche alla venuta a mancare dell'occasione. La sua struttura era semplice, con un esametro ed un pentametro, dato che, ormai, in pochi potevano comprendere le forme complicate della lirica arcaica ed i grandi contenuti emigrano verso forme prosaiche. Quella dell'epigramma era la forma ideale, breve e di presa immediata, per contenuti minori o marginali. Gli studiosi distinguono, secondo provenienze e temi, tre scuole dell'epigramma ellenistico: peloponnesiaca, caratterizzata da una rappresentazione della natura in stile semplice (con autori quali Anite, Nosside, Leonida di Taranto); ionico-alessandrina, che prediligeva i temi erotici e simposiali, con uno stile più raffinato (rappresentata da Asclepiade di Samo e Posidippo); fenicia, alla ricerca dell'effetto e del pathos erotico (con Meleagro di Gadara, Filodemo, Aulo Licinio Archia).

### Filosofia

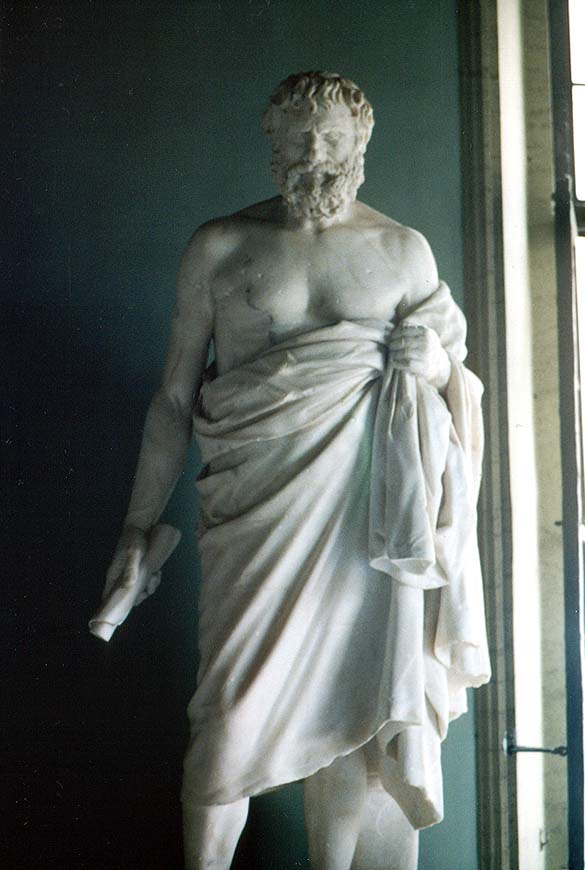
Statua di filosofo cinico, copia romana (II secolo a.C.), Roma, Musei Capitolini.

Ciò che caratterizza le nuove filosofie è la preminenza dell'etica e del ruolo centrale occupato dall'ευδαιμονία: causa principale è, come più volte ripetuto, la perdita dei punti di riferimento, dovuta alla mancanza di partecipazione nel governo dello Stato, ormai monarchico. In realtà la crisi comincia molto prima, con la guerra del Peloponneso e con le crisi del platonismo e dell'aristotelismo, laddove il ritorno a Socrate viene praticato dal cinismo, fondato da Antistene o dal suo allievo Diogene, basato fondamentalmente sull'autosufficienza (αυτάρκεια), l'astinenza dai bisogni e l'indifferenza (αδιαφορία) attraverso l'esercizio e la fatica.
Particolare forma letteraria di espressione della filosofi ellenistica è la diatriba (di cui inventore sarebbe Bione di Boristene), breve esposizione di un concetto o di un problema di pratica morale in forma di conferenza: di questa tipologia "popolaresca" restano frammenti abbastanza ampi di Telete e la ripresa del genere nella prima età imperiale, con Epitteto, mentre un tipo particolare di componimento di stampo filosofico è rappresentato (pur nella perdita quasi totale dei testi originali) dai prosimetri di Menippo di Gadara, caratterizzati da una fantasiosa vivacità e da una grande capacità inventiva, e dalle parodie filosofiche di Timone di Fliunte.
Lo scetticismo, dalla parola greca omonima per "riflessione", indica una posizione che esprime dubbio o sfiducia nella possibilità umana di conoscere: suo fondatore è Pirrone di Elide, influenzato dall'esperienza del mondo orientale, che ritiene che si debba giungere all'astensione, cioè all'αφασία, per arrivare all'atarassia e, dunque, alla felicità.
Zenone di Cizio fonda, invece, lo stoicismo, che prende il nome dalla Stoà Pecile (Stoà Poikìle), il portico affrescato a nord dell'agorà di Atene: unione di varie concezioni e dottrine filosofiche, l'elemento che unifica tutto ciò è il concetto di Logos, la ragione universale che costruisce l'essenza del cosmo, identificabile con il Dio supremo, Zeus: essa è anche il fondamento della vita morale. Posidonio, in seguito, sviluppa il concetto di "simpatia universale", un rapporto di interrelazione reciproca fra tutti gli elementi del cosmo.
L'epicureismo prende il nome dal suo omonimo fondatore: l'idea centrale di questa corrente è quella del "piacere negativo" o "catastematico", interpretabile come assenza di dolore e turbamento (αταραξία) derivato dal prefetto equilibrio degli atomi tanto del corpo quanto dell'anima. Il piacere è, dunque, conseguibile attraverso quattro proposizioni, dette "tetrafarmaco": il piacere è facilmente perseguibile, il dolore è facilmente sopportabile, la morte non è niente per l'uomo, gli dèi non sono da temersi. Insieme a ciò, coerentemente, rimane il distacco dalla vita politica; in campo fisico, Epicuro introduce anche, rispetto all'atomismo antico, l'idea della deviazione (quello che Lucrezio chiamerà clinamen), che permette l'incontro-scontro degli atomi che provoca il nascere e perire di tutte le cose.

### Storiografia

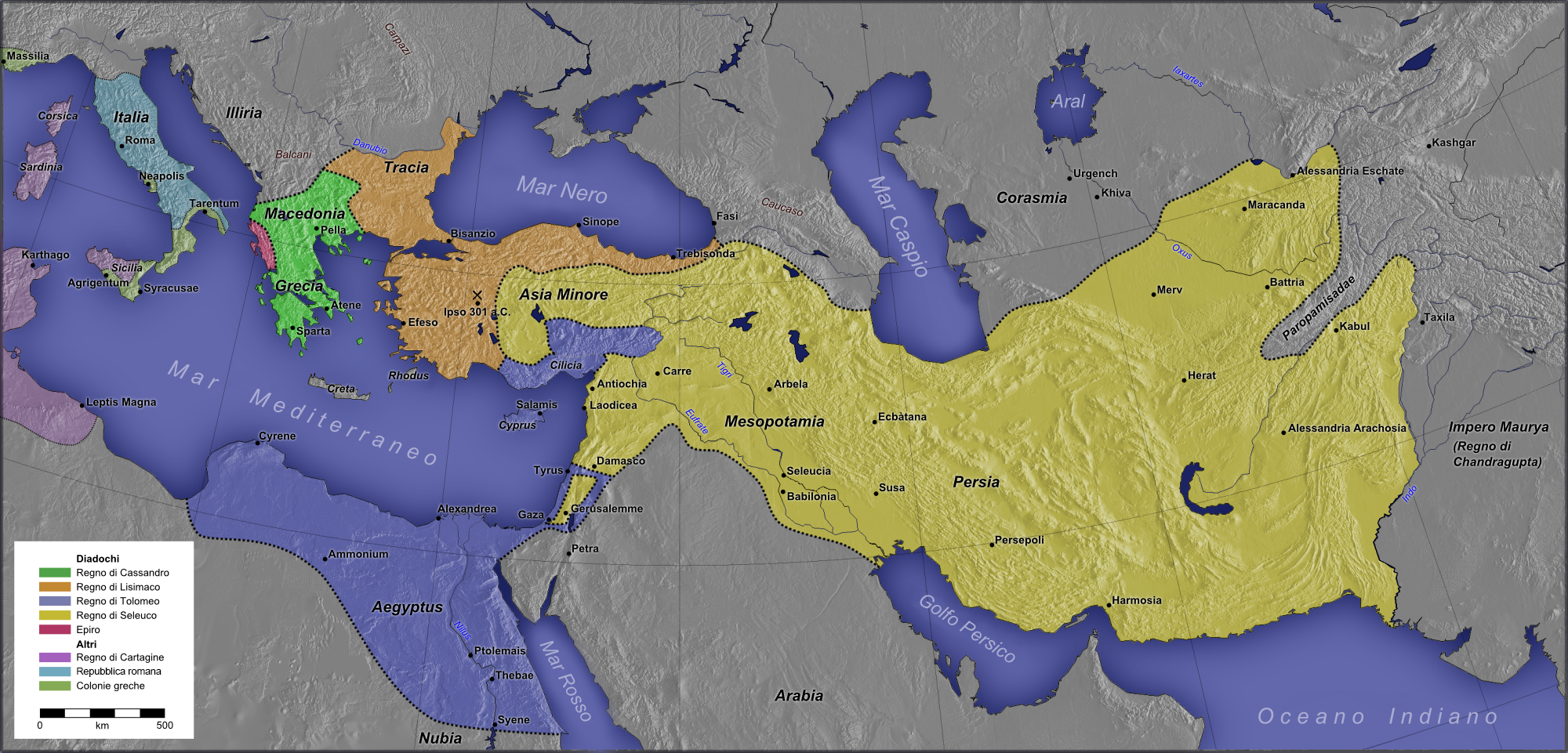
Regni dei Diadochi dopo la battaglia di Ipso, 301 a.C.; in verde il Regno di Macedonia, in arancione il regno di Lisimaco, in blu il regno egiziano di Tolomeo I, in giallo il regno di Seleuco I.

Perduta quasi del tutto la storiografia ellenistica tranne alcune parti dell'opera di Polibio, risulta abbastanza arduo ricostruirne l'effettiva portata.
Di fatto, l'impresa di Alessandro Magno portò ad un allargamento e, di fatto, ad una dispersione della ricerca storiografica: la narrazione relativa alle poleis fu sostituita, almeno fino al II secolo a.C. inoltrato, da opere riguardanti in primo luogo il condottiero macedone (con autori, detti "alessandrografi", come Callistene, Tolomeo, Aristobulo, Onesicrito, Nearco), per poi concentrarsi sui Diadochi (con l'opera capitale, a quanto possiamo ricostruire, di Ieronimo di Cardia, seguito da Filarco) o su storie delle rispettive dinastie (Tolomei, Seleucidi, etc.). Autori di storie più ampie, già nel IV secolo, erano stati Eforo di Cuma e Teopompo, che, con la loro tendenza alla narrazione sovrabbondante e, di fatto, drammatizzata, offrirono il via a storici come Duride di Samo e, su un piano più propriamente erudito, Timeo di Tauromenio (uno dei primi ad occuparsi, nel corso della sua storia siciliana, di Roma).
L'unico autore, come detto, di cui ci sia pervenuta una buona parte dell'opera è il politico filoromano Polibio di Megalopoli che, nella sua monumentale opera in 40 libri (di cui abbiamo intera solo la prima pentade, con estratti più o meno ampi degli altri libri), intersecò interessi militari e geopolitici per ricostruire il cinquantennio di ascesa di Roma nel Mediterraneo nel periodo intercorso tra la fine della seconda guerra punica e la distruzione di Cartagine e Corinto nel 146 a.C., non tralasciando riflessioni di tipo metodologico (nei libri XII - dedicato alla storiografia - e XXXIV - dedicato alla geopolitica) e costituzionalista (nel celebre libro VI, dedicato ad una riflessione sulla politeia in generale e, nel particolare, a quella romana).
Infine, in età tardo-repubblicana, Diodoro Siculo, con i 40 libri della sua Biblioteca storica, offrirà una summa di autori ed eventi precedenti, inaugurando una tendenza all'epitome che avrà grande fortuna nella storiografia successiva, già visibile in autori di poco posteriori come Strabone (più noto come geografo, i cui perduti Commentari storici prendevano Polibio come punto di partenza) e Nicola di Damasco (la cui amplissima storia universale in 144 libri è pressoché perduta).

### Oratoria e retorica
Rodi è il centro culturale maggiore per l'oratoria e l'eloquenza in generale: sono documentate, infatti, le presenze di studiosi, di retorica e non, come i grammatici Prassifane, Ieronimo, Simmia, Riano, gli scienziati Eratostene, Eudosso, Ipparco e, soprattutto, il retore Teodoro di Gadara.
In effetti, come detto, la perdita della libertà politica aveva portato ad una prevalenza dei generi giudiziario ed epidittico, a scapito di quella deliberativa (limitata alla vita "municipale" delle città) e, soprattutto, all'affermazione di studi teorici, fondati su diverse concezioni dell'arte oratoria: l'atticismo, ossia l'idea di ritorno all'antica grandezza dell'eloquenza con i modelli attici come unico mezzo, è legato anche al patrimonio letterario promosso dalla Biblioteca di Alessandria e dal lavoro dei filologi; l'asianesimo, basato su improvvisazione e musicalità.
Nel naufragio pressoché totale dell'oratoria e della retorica ellenistiche, ben presto dimenticate in favore della manualistica imperiale, le uniche notizie su questi dibattiti provengono per noi da fonti tarde, tra le quali, ad esempio, il De lingua Latina di Varrone Reatino o, in ambito propriamente ellenico, dal trattato Sul sublime attribuito ad un Dionisio Longino, congetturalmente di età augustea, oltre che al critico letterario, sempre di questo periodo, Dionigi di Alicarnasso.

### Filologia

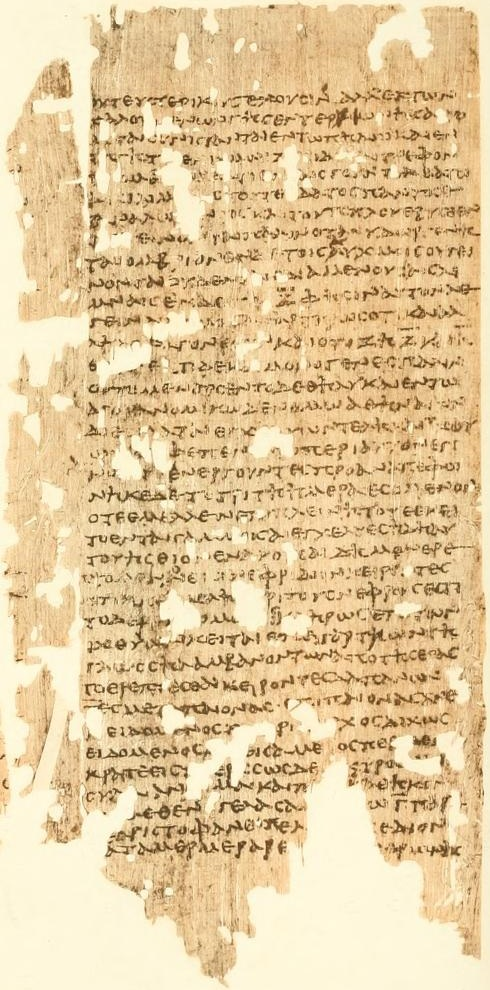
Pap. Oxy. 221, con scolii al libro XXI dell'Iliade.

L'attenzione alla sistemazione del grande patrimonio letterario precedente è il vero unicum della letteratura ellenistica: le due grandi istituzioni culturali alessandrine sono, infatti, il Museo e la Biblioteca, nate su iniziativa dei Tolomei. Con l'espansione di queste istituzioni e l'aumentare dei rotoli raccolti, si necessitò di una certa organizzazione e catalogazione: nascono, così, i Πίνακες (Tavole) di Callimaco, 120 libri su tutti gli autori e le opere di cui si aveva conoscenza, catalogati, a quanto siamo in grado di intendere dai frammenti, secondo i generi, con schede biobibliografiche. In definitiva, si potrebbe dire che grazie al lavoro di Callimaco, confluito in scolii e opere lessicografiche di età imperiale e bizantina (primo tra tutti il fondamentale lessico Suda), furono stilati canoni degli autori per generi letterari e definiti alcuni canali della tradizione dei testi classici.
Con l'affluire di edizioni d'autore e di provenienze geografiche diverse, in effetti, comincia il lavoro dei filologi nel collazionare le diverse versioni: ad esempio, Licofrone di Calcide sistemò le opere dei poeti comici, mentre Zenodoto di Efeso (III secolo a.C.), primo sovrintendente della Biblioteca, si occupò degli studi omerici, seguito, come capo bibliotecario, da Apollonio Rodio (che contestò i risultati del predecessore, nel Contro Zenodoto) ed Eratostene di Cirene, che giunse ad Alessandria su invito di Tolomeo III dopo il 246 a.C. e compose, tra le altre numerose opere - specie geografiche -, il trattato Sulla commedia antica in dodici libri. Aristofane di Bisanzio, che visse fra il 255 ed il 180 a.C., tratta la classificazione dei generi, oltre a diversi studi filologici; a lui seguono Apollonio Eidografo (così chiamato perché ordinò la poesia lirica secondo le armonie musicali) ed Aristarco di Samotracia (prima metà del II secolo a.C.), precettore degli eredi al trono fino alla salita di Tolomeo VIII, mentre Apollodoro di Atene si preoccupa di sistemazione cronografica, già avviata da Eratostene, con il metodo delle Olimpiadi, nella sua Cronaca. Dopo Aristarco, l'interesse per le questioni testuali diminuì, a favore dello studio sistematico delle parti del discorso e dell'esegesi, con autori come il grammatico Dionisio Trace e il commentatore Didimo Calcentero, di cui eredi furono, in età imperiale, Elio Erodiano e Apollonio Discolo.
Altri centri importanti di cultura del periodo furono Pergamo, attiva fin dal III secolo a.C. con esegesi di tipo allegorico (a partire da Cratete di Mallo), per noi ricostruibili da autori imperiali come lo pseudo-Eraclito e Anneo Cornuto ed Antiochia, la cui breve stagione esegetica si concretizzò con l'opera di Euforione.

## Età imperiale
Nell'età imperiale la produzione letteraria fu abbondante, specialmente nei primi due secoli: attratta da temi grandiosi, subì l'influenza della retorica e, comunque, diede i risultati migliori in prosa.

### Prosa

#### Plutarco
Come detto, fu la prosa a dare i risultati più innovativi, come in Plutarco, che creò modelli di virtù politiche e morali - di cui parla approfonditamente nei Moralia - nelle sue Vite parallele.

#### Apollodoro, Claudio Eliano e Giovanni Stobeo
Alla categoria dell'erudizione poligrafica, ma in misura qualitativamente minore rispetto alla profondità speculativa plutarchea, appartengono prodotti legati alla temperie culturale del secolo d'oro di Roma, quali l'ampia sistemazione del mito greco attuata nella Biblioteca (erroneamente attribuita ad Apollodoro) e, già quasi in età severiana, il laziale Claudio Eliano, con opere miscellanee come Sulla natura degli animali e la Storia Varia, oltre ad Ateneo di Naucrati con i suoi Deipnosophistai: quest'ultimo, recuperando la cornice simposiale di ascendenza socratica e già fatta propria da Plutarco, offre una messe sterminata di citazioni partendo da questioni anche minime, creando, di fatto, una "biblioteca" ad uso degli eruditi. Una tendenza, questa, che vedrà, quasi in epoca bizantina, una summa ed una riduzione (scomparsa la cornice letteraria), nell'Anthologion di Stobeo.

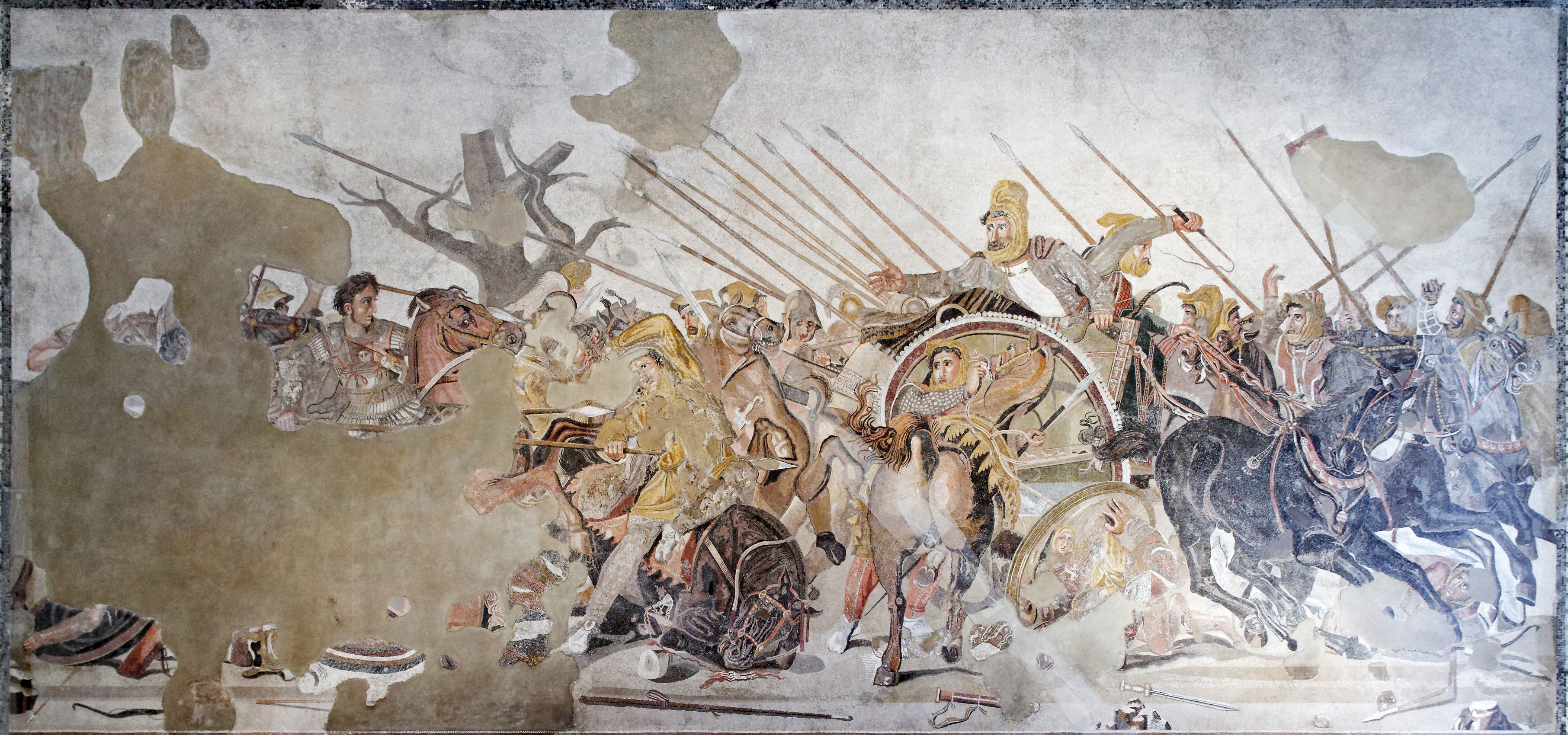
La Battaglia di Isso, mosaico da un originale tardoellenistico.

#### La seconda sofistica
In questo contesto di polymathìa si distingue Luciano di Samosata, sofista e abile riproduttore dei modelli attici a livello di stile, mentre, a livello contenutistico, fu un poligrafo eccellente, connotato da una tendenza alla parodia ed alla mimesi che lo accostano all'inventiva della commedia antica e, d'altro canto, un programma di critica ai valori tradizionali di stampo sofistico, che portò a maturazione e, di fatto, segnò il termine della cosiddetta Seconda sofistica.
In questi neosofisti, così definiti fin dalle Vite dei sofisti di Flavio Filostrato, la dimensione retorica (con infarinature di divulgazione filosofica) si sposa ad una ricerca del nuovo, in una commistione, spesso, tra poesia e prosa e in orazioni di tipo epidittico che sono un pastiche di generi, come gli "inni in prosa" di Elio Aristide o le orazioni di critica antiplatonica e antiomerica di Dione di Prusa. In questo periodo, pur non essendo un neosofista, Pausania il Periegeta compone e pubblica la sua Periegesi della Grecia in 10 libri, basata sullo stesso motivo del ritorno alle grandi glorie della Grecia classica e che, di fatto, espone monumenti e storia delle regioni elleniche con uno sguardo nostalgico alla grande cultura classica.
Ancora, a metà tra nostalgia del passato ed adesione al nuovo ordine mondiale, una serie di storici di etnia ellenica, ma con posti di rilievo nell'amministrazione romana, quali Arriano, Appiano di Alessandria e Cassio Dione.

#### Arriano
Il primo, interessato agli studi filosofici, si dedicò in modo attento alla storiografia, ricalcando esplicitamente le orme, stilistiche e contenutistiche, di Senofonte: sull'esempio dello scrittore ateniese, intitolò Anabasi di Alessandro la sua maggiore opera storica in 7 libri, che si segnala per l'uso di fonti fededegne e l'attenzione ai fatti militari più che all'ormai imperante leggenda sul macedone; inoltre, continuò la storia macedone componendo un lavoro Dopo Alessandro (pervenuto in frammenti) e mostrò accuratezza verso le questioni geopolitiche e militari in opere minori.

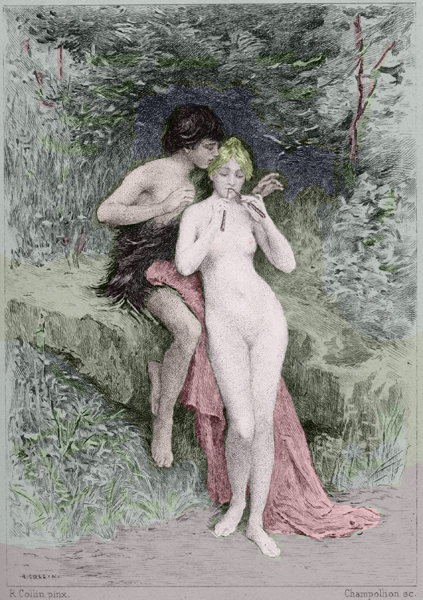
Dafni e Cloe. Copertina (di Raphael Collin) dell’edizione francese del 1890 del romanzo Le storie pastorali di Dafni e Cloe di Longo Sofista.

#### Appiano di Alessandria
Appiano di Alessandria, funzionario amministrativo di origine egiziana, forse legato a Frontone, impostò la trattazione della sua Storia romana in 21 libri su un modulo di tipo erodoteo, suddividendo la narrazione in diverse sezioni intitolate ai popoli con cui i Romani entrarono in conflitto. La sua opera, pervenuta in parti, si segnala, più che per lo stile (blandamente atticista e influenzato dalle fonti via via usate), per averci conservato tracce di autori perduti e perché, di fatto, costituisce una delle fonti prioritarie per la storia di Roma nell'età delle guerre civili.

#### Cassio Dione
Chiusura e summa delle tendenze storiografiche greco-romane è la monumentale Storia romana di Cassio Dione in 80 libri: l'autore, un greco romanizzato con alte cariche sotto i Severi, pur ispirandosi a Tucidide, ripercorre la storia romana in base, ancora, a fonti diverse, che fanno sentire la loro influenza nelle varie sezioni, ma che costituiscono una valida alternativa agli autori utilizzati da Tito Livio e da Tacito, dai quali dissente per l'adesione entusiastica al principio imperiale (esposta in un dialogo nel libro LX, ispirato ad Erodoto e Polibio). Con lui, nonostante la persistenza di una storiografia in lingua greca (come, ad esempio, la Storia dell'impero dopo Marco Aurelio di Erodiano), l'afflato letterario e metodologico della storiografia greca può dirsi esaurito, ripreso, tuttavia, in un certo qual modo, solo da Procopio in età giustinianea.

#### Il romanzo greco
Un nuovo genere letterario sorto tra tardo ellenismo ed età imperiale - sempre, comunque, nel contesto retorico-sofistico - fu quello che oggi viene definito romanzo, una forma di intrattenimento narrativo, in genere considerato paraletteratura dagli antichi, ma che in età moderna avrebbe avuto larghissimo seguito. I romanzi conservati (di Caritone, Senofonte Efesio, Achille Tazio, Longo Sofista ed Eliodoro di Emesa, che scrissero principalmente tra il I e il III secolo) presentano un intreccio con trame ingegnose, ma una situazione sentimentale stereotipata, con influssi dall'epica, dal dramma e dall'elegia, che ne tradiscono l'origine ibrida e meno colta rispetto ad altre forme prosastiche.

### Poesia

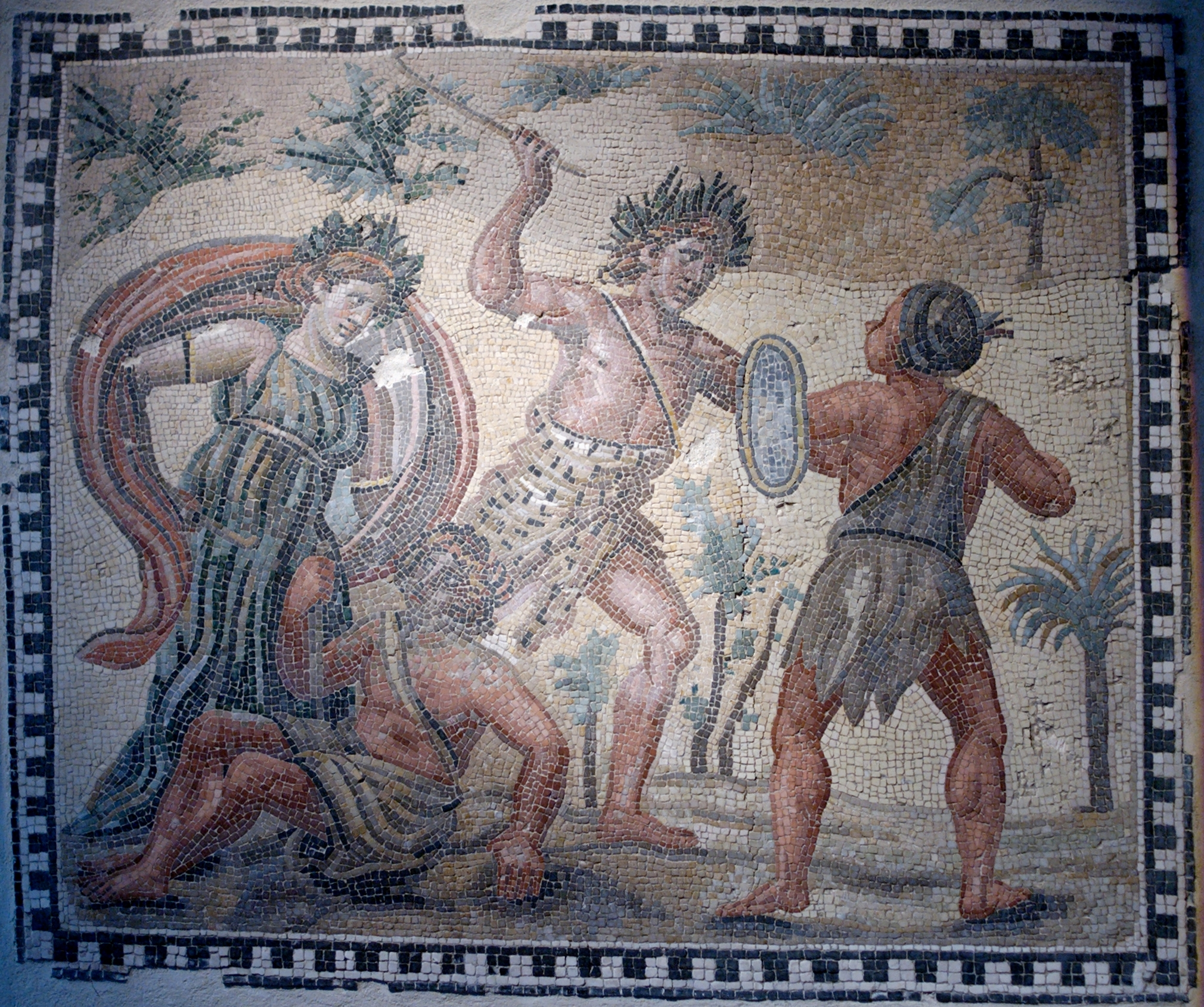
Mosaico rappresentante Dioniso che combatte gli indiani, Palazzo Massimo alle Terme, Roma.

La poesia imperiale in lingua greca ripete stancamente i modelli ormai canonici: dalla poesia didascalica (con autori come Oppiano e Dionigi il Periegeta) a quella epigrammatica (con autori quali Stratone di Sardi, Filippo di Tessalonica ed altri). Al II secolo, inoltre, data la ripresa della tradizione tardo-arcaica e classica di Esopo, con le favole in giambi del romano grecizzato Babrio, che, inoltre, è per noi rappresentante della pratica retorica di sviluppare, variando, le favole, anche con l'aiuto della versificazione.
Fra il III e il V secolo, inoltre, si assiste ad una rinascita dell'epica con Quinto Smirneo, che riprende le leggende postomeriche, e Nonno di Panopoli, le cui colossali Dionisiache sulle avventure di Dioniso sono l'opera di maggior rilievo e la più ampia pervenutaci della letteratura greca. Alla fine del V secolo, sulla scia di questi poeti, alcuni ultimi epigoni come gli egiziani Trifiodoro, con una breve Presa di Troia, Colluto con un mediocre Ratto di Elena e Museo, autore di un epillio di tipo novellistico-sentimentale sulla storia di Ero e Leandro.

### Letteratura greca antica
- Ezio Savino (a cura di), Letteratura greca della Cambridge University, 2 voll., Milano, Mondadori, 1989-1990  [1985], ISBN non esistente.
- Diego Lanza, Luciano Canfora e Giuseppe Cambiano (a cura di), Lo spazio letterario della Grecia antica, 3 voll. (5 tomi), Roma, Salerno Editrice, 1993-1996. Il volume tre, alle pagine 179-810, comprende un repertorio bibliografico imprescindibile, curato da Sotera Fornaro, Monica Negri e Isabella Tacchini.
- Albin Lesky, Storia della letteratura greca, prefazione di Federico Condello, introduzione di Diego Lanza, traduzione di Fausto Codino [1962] e Gherardo Ugolini, Milano, Il Saggiatore, 2016  [1957-58; 1971], ISBN 978-88-428-2289-9.
- Luciano Canfora, Storia della letteratura greca, Roma-Bari, Laterza, 2013  [1986], ISBN 978-88-581-0564-1.

### Letteratura bizantina
- Karl Krumbacher, Letteratura greca medievale, traduzione e note bibliografiche di Salvatore Nicosia, Palermo, Istituto Siciliano di Studi Bizantini e Neoellenici, 1970  [1907], SBN SBL0456488.
- Giovanni Montelatici, Storia della letteratura bizantina, Milano, Cisalpino-Goliardica, 1976  [1916], SBN RAV0124983.
- Salvatore Impellizzeri, La letteratura bizantina da Costantino a Fozio, 2ª ed., Milano, Rizzoli, 2002  [1975], ISBN 88-17-11266-6.

### Letteratura greca moderna
- Bruno Lavagnini, La letteratura neoellenica, Firenze, Sansoni, 1969  [1954], ISBN non esistente.
- Mario Vitti, Storia della letteratura neogreca, Venezia, Cafoscarina, 2016  [1971], ISBN 978-88-7543-400-7.
- Maurizio De Rosa, Voci dall'agorà. Fotostoria della letteratura greca del Novecento, Milano, Effigie, 2005, ISBN 978-88-89416-10-5.
- Maurizio De Rosa, Bella come i greci 1880-2015. 135 anni di letteratura greca, Roma, Universitalia, 2015, ISBN 978-88-6507-739-9.